# Zaleptus assamensis
Zaleptus assamensis is een hooiwagen uit de familie Sclerosomatidae.